# Markus Wäfler (Politiker)

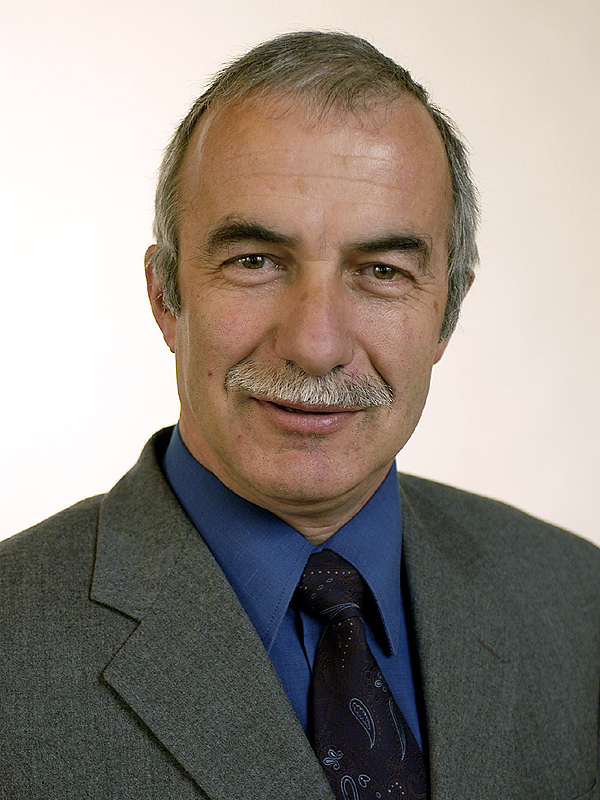
Markus Wäfler

Markus Wäfler (* 21. Dezember 1948 in Diemtigen) ist ein Schweizer Politiker der Eidgenössisch-Demokratischen Union (EDU).
Wäfler wohnt in der Zürcher Ortschaft Steinmaur. Er arbeitete als Agro-Techniker HTL. Er war von 1984 bis 1992 Präsident der EDU Zürich. Zwischen den  Wahlen 2003 und den Wahlen 2007 war er Mitglied des Nationalrats und sass dort in der Finanzkommission.